# Toronto Six
Die Toronto Six waren ein kanadisches Fraueneishockey-Team aus Toronto, das von 2020 bis 2023 in der Premier Hockey Federation spielte. Die Toronto Six gewannen 2023 in der letzten Spielzeit der Liga den Isobel Cup.
Nach dem Ende der Canadian Women’s Hockey League und der Toronto Furies im Jahr 2019 kamen die neu aufgestellten Toronto Six 2020 als erstes in Kanada ansässiges Franchise zur vorher rein US-amerikanischen National Women’s Hockey League hinzu. Diese wurde 2021 zur Premier Hockey Federation reformiert.
Die Toronto Six existierten bis 2023, als die Liga verkauft und aufgelöst wurde. In der Nachfolge-Liga Professional Women’s Hockey League ist die Metropolregion Toronto wieder vertreten, wobei die sechs ligaeigenen Franchises in der Premierensaison 2023/24 mit generischen Namen und Farben spielen und das Team zunächst als PWHL Toronto auftritt.

## Geschichte
Nach der Saison 2018/19 stellte die Canadian Women’s Hockey League (CWHL) den Betrieb ein und damit auch die Toronto Furies. Anschließend erklärte die konkurrierende NWHL, die Aufnahme zweier ehemaliger Standorte der CWHL, Montreal und Toronto, zur Saison 2019/20 anzustreben, sollte die NWHL eine Finanzierung gelingen. Jedoch konnte die Liga dieses Vorhaben nicht umsetzen, teils aufgrund eines Spielerinnenstreiks, der zur Gründung der Professional Women’s Hockey Players Association führte.
Etwa ein Jahr später, im April 2020, wurde das neue Toronto-Franchise offiziell als sechstes Team der Liga und erstes Erweiterungsteam bekannt gegeben, nachdem 2018 bereits die Minnesota Whitecaps als fünftes Team aufgenommen worden waren. Eigentümer des Franchise wurde eine Gruppe von in Boston ansässigen Investoren um Johanna Neilson Boynton. Margaret „Digit“ Murphy, ehemalige Cheftrainerin der Brown Bears, Boston Blades und Kunlun Red Star, wurde Präsidentin des Franchises. Zeitgleich wurden mit Kristen Barbara, Elaine Chuli, Shiann Darkangelo, Emma Greco und Taylor Woods die ersten fünf Spielerinnen verpflichtet, die alle zuvor in der CWHL aktiv waren. Im Mai 2020 wurde Mandy Cronin, Mitbegründerin der CHWL und ehemalige Torhüterin der Buffalo Beauts, als General Managerin vorgestellt.
Die erste von Toronto gedraftete Spielerin war Jaycee Gebhard, die an sechster Stelle im NWHL Draft 2020 ausgewählt wurde.
Der Name, die Teamfarben und das Logo des Teams wurden am 19. Mai 2020 von der NWHL bekannt gegeben. Der Name wurde aus über 300 Vorschlägen ausgewählt, die im Rahmen einer Online-Umfrage eingereicht wurden, da das Team das sechste NWHL-Team war, vor der sechsten Saison gegründet wurde und sechs Spieler auf dem Eis stehen. Die Sechs ist auch ein Spitzname für die Stadt Toronto und bezieht sich auf die Vorwahl 416 der Stadt sowie auf die ursprünglich eigenständigen Städte Old Toronto, North York, Scarborough, York und Etobicoke sowie den Bezirk East York. Die Teamfarben Rot und Gold standen für die Flagge Kanadas und für das Golden Horseshoe. Das Logo war eine Kombination aus den Buchstaben „T“, „O“ und der Zahl 6 mit einem Ahornblatt in der Mitte.
Im Oktober 2020 wurden die Spielstätte des Teams, das Canlan Ice Sports - York am Keele-Campus der York University in North York, sowie Präsidentin Digit Murphy als erste Cheftrainerin vorgestellt.
Gegen Ende der Saison 2021/22 kaufte die T6 Ownership Group (u. a. Angela James, Anthony Stewart, Bernice Carnegie, Ted Nolan) das Franchise.

## Saisonstatistik
Legende zur Saisonstatistik: GP oder Sp = Spiele insgesamt; W oder S = Siege; L oder N = Niederlagen; T oder U = Unentschieden; OTS = Siege nach Verlängerung (Overtime);  OTN oder OL = Overtime-Niederlagen; SOS = Shootout-Siege; SOL oder SON = Shootout-Niederlagen; P oder Pkt = Punkte; Pct % = Siege in %; GF oder T = Tore; GA oder GT = Gegentore
| Saison  | Sp | S  | OTN | SON | N | T  | GT | Pkt | Regular Season | Postseason                        |
| ------- | -- | -- | --- | --- | - | -- | -- | --- | -------------- | --------------------------------- |
| 2020/21 | 6  | 4  | 0   | 1   | 1 | 21 | 14 | 9   | Platz 1        | Halbfinal-Niederlage gegen Boston |
| 2021/22 | 20 | 16 | 1   | —   | 3 | 66 | 45 | 46  | Platz 2        | Halbfinal-Niederlage gegen Boston |
| 2022/23 | 24 | 17 | 2   | —   | 5 | 87 | 62 | 51  | Platz 2        | Isobel-Cup, Sieg gegen Minnesota  |

## Cheftrainer
- Digit Murphy – 2020–2021
- Mark Joslin – 2021–2022
- Geraldine Heaney – 2022–2023

## Mannschaft

### Mannschaftskapitäne
- Shiann Darkangelo – 2020–2023

### Auszeichnungen
- 2021 Mikyla Grant-Mentis: Most Valuable Player, Newcomer of the Year, NWHL Foundation Award

### Bekannte Spielerinnen
- Kelly Babstock
- Mandy Cronin
- Shiann Darkangelo
- Emma Woods